# Striatodecospora bambusae
Striatodecospora bambusae är en svampart som beskrevs av D.Q. Zhou, K.D. Hyde & B.S. Lu 2000. Striatodecospora bambusae ingår i släktet Striatodecospora och familjen kolkärnsvampar.   Inga underarter finns listade i Catalogue of Life.